# جيم وودز
جيم وودز (بالإنجليزية: Jim Woods) هو معلق رياضي أمريكي، ولد في 22 أكتوبر 1916، وتوفي في 20 فبراير 1988.